# Smelowskia sophiifolia
Smelowskia sophiifolia är en korsblommig växtart som först beskrevs av Adelbert von Chamisso och Diederich Franz Leonhard von Schlechtendal, och fick sitt nu gällande namn av Al-shehbaz och S.I. Warwick. Smelowskia sophiifolia ingår i släktet Smelowskia och familjen korsblommiga växter. Inga underarter finns listade i Catalogue of Life.